# Hognesaunet
Hognesaunet är ett bostadsområde och en tidigare tätort i Stjørdals kommun i Trøndelag fylke i mellersta Norge. Orten ligger vid sidan av Europaväg 14, sydöst om staden Stjørdal.
Sedan 2017 räknas bebyggelsen i orten som en del av tätorten Stjørdalshalsen.